# Līvānlū
Līvānlū (persiska: لیوانلو) är en ort i Iran.   Den ligger i provinsen Östazarbaijan, i den nordvästra delen av landet, 400 km nordväst om huvudstaden Teheran. Līvānlū ligger 1 798 meter över havet och antalet invånare är 442.
Terrängen runt Līvānlū är huvudsakligen kuperad, men västerut är den bergig. Runt Līvānlū är det ganska glesbefolkat, med 40 invånare per kvadratkilometer. Närmaste större samhälle är Ārmūdāq, 5,6 km sydost om Līvānlū. Trakten runt Līvānlū består i huvudsak av gräsmarker.